# إفوسموس
إفوسموس : (باليونانية: Εύοσμος)، (بالإنجليزية:Evosmos)، مدينة يونانية، ومركز لبلدية تقع في شمال البلاد ضمن مقاطعة سالونيك، التابعة لمنطقة (إقليم) مقدونيا الوسطى الإدارية، وهي إحدى ضواحي سالونيك.

## الموقع والسكان
تقع المدينة على مسافة 5 كيلومتر إلى الشمال من مركز سالونيك، على ارتفاع 18 م عن مستوى سطح البحر.
بلغ عدد سكان المدينة حسب إحصاء عام 2001 حوالي 53 ألف نسمة وبالتالي تكون المدينة ثاني أكبر ضاحية لمدينة سالونيكي بعد كالاماريا.

## التاريخ والتسمية
كانت إفوسموس في القرن الثامن عشر عبارة عن مكان يقطنه مربو ماشية محليين، وقد قام هؤلاء عام 1818 ببناء كنيسة مكرسة للـقديس أثاناسيوس والتي تعتبر حالياً أقدم بناء في المدينة.
ازداد عدد السكان بشكل كبير بدءاً من عام 1922 عندما بدء تدفق لاجئي آسيا الصغرى اليونانيين على إثر الحرب اليونانية-التركية. كانت المدينة تحمل وقتها اسم هارمانكي (Harmankioi) وهو اسم ذو أصول تركية بمعنى الرائحة الزكية، وقد استبدل هذا الاسم التركي عام 1955 بالاسم الحالي إفوسمون (Evosmon) والذي هو ترجمة الاسم القديم إلى الغة اليونانية.

## متفرقات
- تشهد إفوسموس حالياً نهضة عمرانية كبيرة عبر تطوير الجزء الشمالي من البلدية، وتعتبر أكثر ضواحي سالونيك في سرعة تطور البناء وزيادة عدد السكان.
- أهم معلم في المدينة هي كنيسة أغيوس أثاناسيوس (Agios Athanasios) والتي بنيت عام 1818 م. وتعتبر كنيسة إيفانغليسموس (Evagelismos) الأكبر في المدينة.
- توجد في المدينة مجمع رياضي كبير يضم عدة صالات مغلقة لممارسة كرة السلة وكرة الطائرة، وأهم نادي كرة قدم فيها هو أغروتيكوس أستيراس.

## وصلات خارجية
- موقع المدينة الرسمي